# فريدي رويز
فريدي رويز (بالإنجليزية: Freddy Ruiz)‏ هو لاعب كرة قدم أمريكي، ولد في 11 نوفمبر 1993 في روما في الولايات المتحدة. لعب مع فينيكس راسينغ.

## وصلات خارجية
- فريدي رويز على موقع قاعدة بيانات كرة القدم.إي يو (الإنجليزية)